# Horisme albicristata
Horisme albicristata är en fjärilsart som beskrevs av W. Warren 1906. Horisme albicristata ingår i släktet Horisme och familjen mätare. Inga underarter finns listade i Catalogue of Life.